# Julián de Leyva

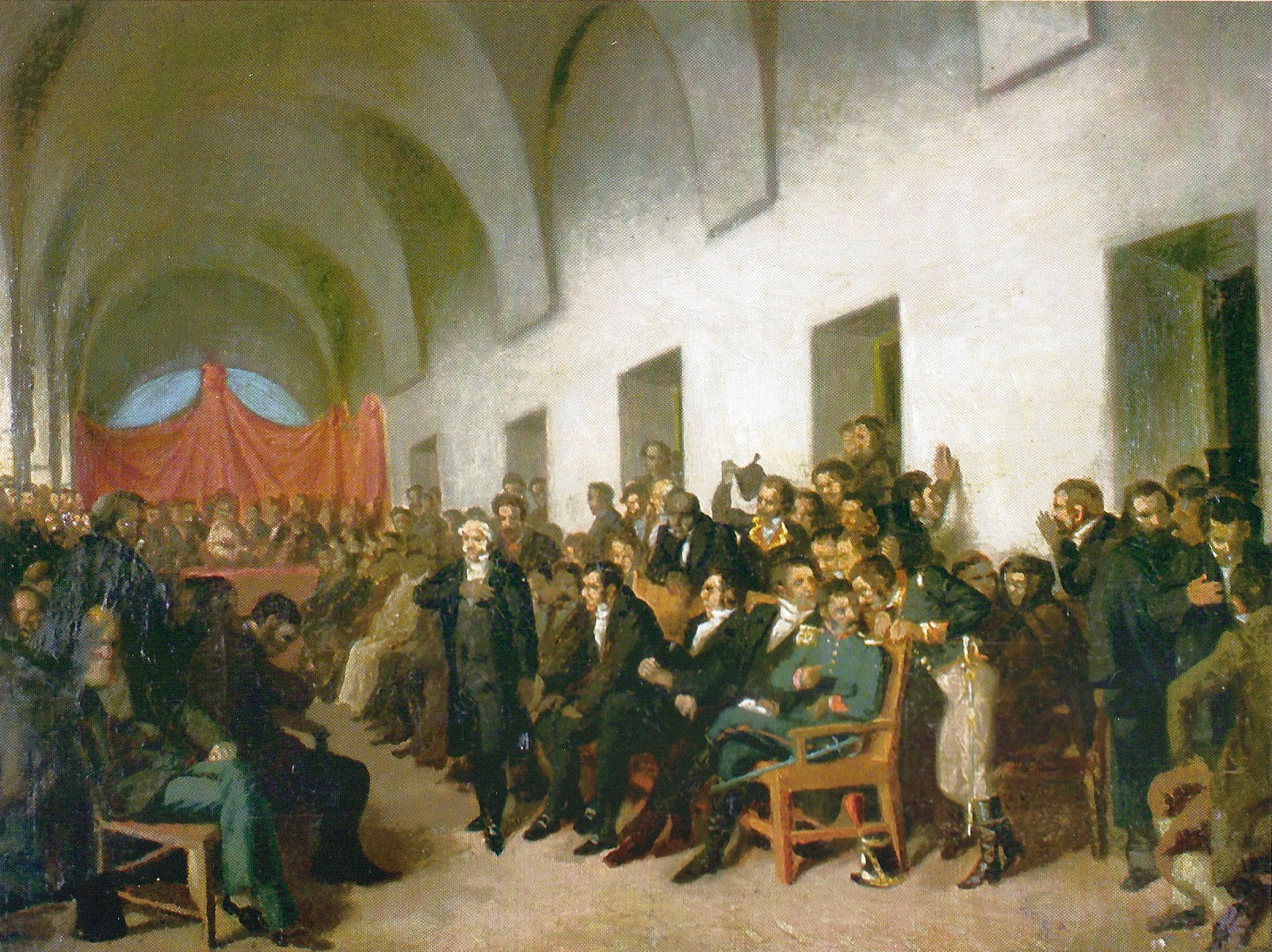
Cabildo abierto del 22 de mayo de 1810.

Julián de Leyva (Luján, Gobernación del Río de la Plata 10 de marzo de 1749 - San Isidro, Buenos Aires, 3 de febrero de 1818) fue un abogado e historiador argentino que en carácter de síndico procurador general del Cabildo protagonizó la última resistencia contra la Revolución de Mayo. Según sus memorias, anhelaba la independencia de Argentina pero pretendía encauzarla por vía legal, en contraposición a los revolucionarios. 

## Biografía
Sus padres fueron Francisco Javier González de Leyva y Juana María de Leguizamon, ambos de origen criollo.
En sus primeros años asistió al Real Colegio de San Carlos. Pasó a la Real Universidad de San Felipe de Santiago de Chile para doctorarse en leyes. Durante la década de 1780, se desempeñó como asesor de la Real Audiencia de Charcas. Regresó a Buenos Aires en 1788. Trabajó en la Real Audiencia de Buenos Aires, en el cabildo de esa ciudad, y en el Cabildo de Luján. 
Se interesó en la conservación y bibliografía sobre historia argentina primitiva, y formó una gran biblioteca con ese fin. Colaboró estrechamente con intelectuales como Mariano Moreno y Félix de Azara. Sus escritos sobre historia argentina fueron muy ponderados, y el Deán Funes le pidió que le criticara su ensayo histórico antes de su publicación.
Era amigo íntimo tanto de Juan José Paso como de Mariano Moreno. Hacia 1808, forma parte de los pocos criollos representantes del Cabildo, acaudillados por Martín de Álzaga. En 1809 apoyó la asonada de Álzaga y estuvo a punto de ser secretario de una Primera Junta que fracasó en consolidarse.
Fue elegido síndico procurador del cabildo para el año de 1810. Convocó el Cabildo Abierto del 22 de mayo, invitando a mucha más gente de la que habían previsto los revolucionarios, y guio la sesión de ese día con toda discreción y sin entrometerse. Como funcionario real, quiso que los hechos corrieran por los carriles legales. No se decidía a deponer al virrey, y realmente creía que lo mejor era una junta presidida por el virrey Baltasar Hidalgo de Cisneros, y que los revolucionarios la iban a aceptar.
Después del cabildo Abierto, fue Leyva quien propuso la lista con cinco miembros, presidida por Cisneros. Los candidatos criollos, Cornelio Saavedra y Juan José Castelli, juraron su incorporación, pero el mismo día renunciaron a esa junta. Leyva usó todo el día 24 y parte del 25 de mayo para imponer esa fórmula, o nombrar en su lugar a otros dos criollos.
Durante el día 25 dilató todo lo que pudo la discusión, y cuando Saavedra le fue a exigir una definición le preguntó cómo era que la Revolución era popular, si no se veía a nadie en la plaza. Fue entonces que Saavedra perdió lo que le quedaba de paciencia, le dijo que llamara a la gente con la campana, o que él iba a tocar generala e iba a sacar las tropas de los cuarteles y no se haría responsable de las consecuencias. Apremiado de esa forma, Leyva decidió aceptar la Junta propuesta, y firmó los nueve nombramientos. Así se formó la Primera Junta.
Esa tarde, Leyva intentó su última movida: redactó rápidamente un reglamento, según el cual la Junta debía quedar subordinada al Cabildo. Pero cuando los miembros de la Junta prestaron juramento, se apuraron a aclarar que no reconocían ese reglamento.
En general, se atribuye a Leyva haberse opuesto a la Revolución de Mayo. Sin embargo, tanto sus antecedentes como su actuación posterior parecen indicar que su intención era darle una forma legalmente correcta al proceso.
Después de ser desplazado del cabildo en julio, Leyva se retiró a su quinta de Luján. Unos meses más tarde, cuando el virrey Cisneros fue expulsado a las islas Canarias, Leyva fue condenado al destierro en Catamarca, y fue remplazado en el puesto de síndico procurador del Cabildo por el Dr. Miguel Mariano de Villegas, el 17 de octubre de 1810. Consiguió quedarse en Córdoba, pero de allí fue mandado preso a Famatina; volvió cargado de cadenas a las afueras de Córdoba. Pero en diciembre fue puesto en libertad. Vivió un tiempo en Córdoba.
En 1812 fue nombrado diputado por Córdoba a la Asamblea de ese año, que apenas se alcanzó a reunir y fue disuelta por el Primer Triunvirato. Poco después, fue nombrado presidente del tribunal de comercio, pero renunció a finales de ese mismo año. Rehusó aceptar otros cargos que le ofrecieron, excusándose de su mala salud: estaba casi ciego, y el proceso se completaría en poco tiempo. Probablemente, no aceptó esos cargos porque sabía que la memoria colectiva lo identificaba como el último obstáculo para la Revolución de Mayo.
Falleció en San Isidro, Buenos Aires, en 1818. Había contraído matrimonio con María Tomasa de la Colina. Una de sus hijas, Isabel de Leiva, fue mujer del dr. Juan Antonio Fernández, cuyo nombre lleva el Hospital Fernández.